# 弗里林海森鎮區 (新澤西州)
弗里林海森鎮區（英語：Frelinghuysen Township）是位於美國新澤西州沃倫縣的一個鎮區。

## 地方資料
弗里林海森鎮區的面積為61.83平方千米，當中陸地面積為61.18平方千米，而水域面積為0.65平方千米。根據2020年美國人口普查的數據，當地共有人口2199人，而人口密度為每平方千米35.57人。